# Bét Semes
Bét Semes (héberül: בֵּית שֶׁמֶשׁ, angolul: Beit Shemesh) város Izraelben, Jeruzsálem kerületében. Jeruzsálemtől kb. 30 km-re nyugatra található. Lakossága 84 ezer fő volt 2011-ben amelyből mintegy 98% zsidó.

## Története
Az ókorban már létezett itt kánaánita város a Nap-istennő (Samas), kultuszának helyén. Erre utal a későbbi héber neve, Bét-Semes, vagyis a Nap temploma.
Az izraelita honfoglalás idején Júda törzsének jutott a terület, ahol a területük Dán törzséével volt határos. Józsué idejében azonban még nem tudták bevenni.
A feljegyzések szerint a júdai lévitáknak jutott a város. A Biblia említése alapján később ide került vissza a frigyláda a filiszteusoktól. Többször volt felváltva filiszteus és izraelita kézen a város.
Valószínűleg II. Nabú-kudurri-uszur i. e. 586-os hadjárata során elpusztult, de a római, majd a bizánci időkben újra létezett itt település.
A modern kori Bét Semest 1950-ben zsidó bolgár bevándorlók alapították meg, akiknek a számát nemsokára más Kelet-Európai és Közel-Keleti bevándorló zsidó csoportok gyarapították.
A közelmúltban a népessége ugrásszerűen megnőtt.

## Népesség

### Népességének változása
| Lakosok száma | 20   | 5570 | 9550 | 10 111 | 12 300 | 14 000 | 24 179 | 57 046 | 80 680 | 118 700 |
|               | 1949 | 1957 | 1964 | 1972   | 1980   | 1987   | 1995   | 2003   | 2010   | 2018    |

## Képek

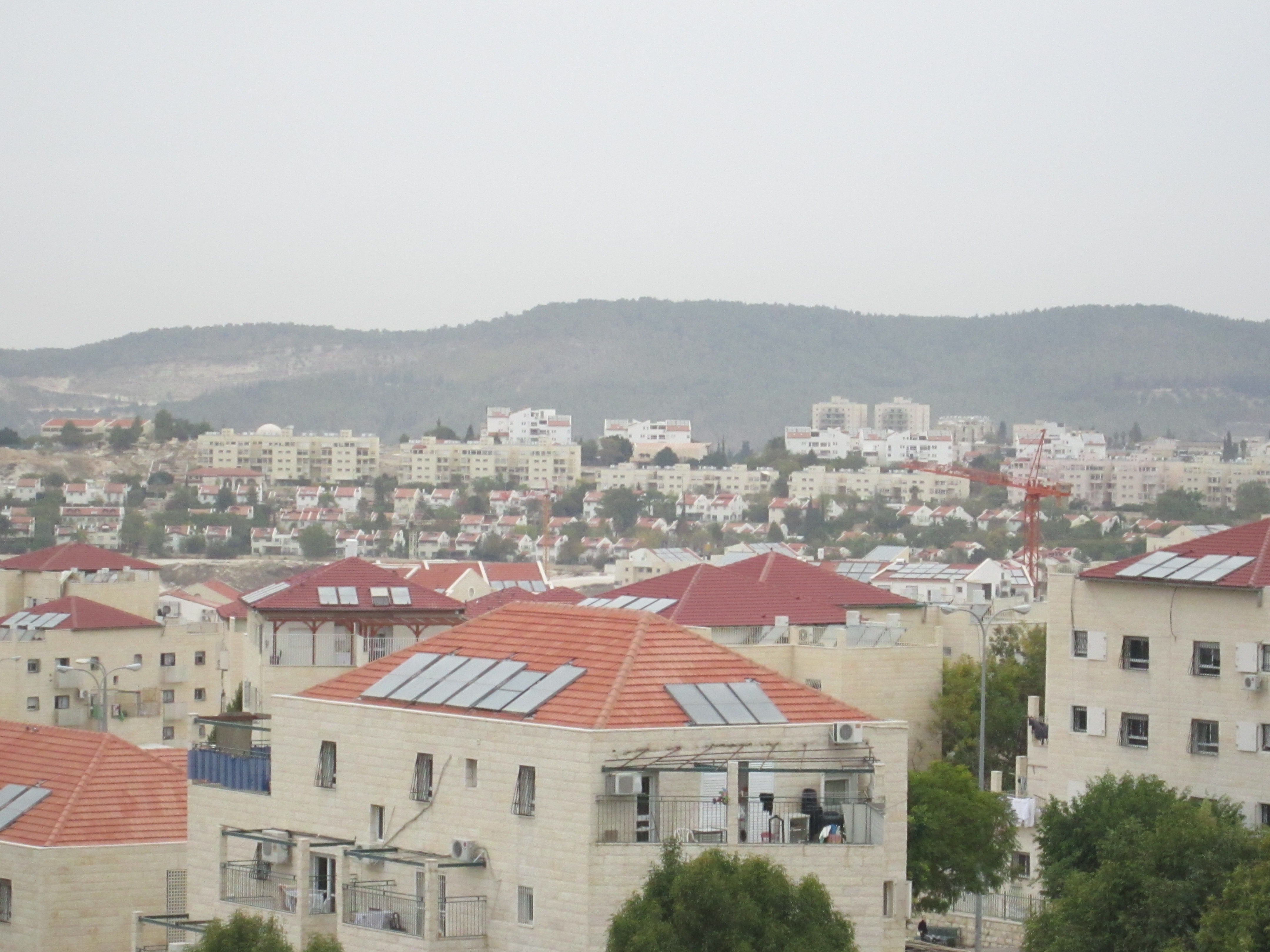
Városkép
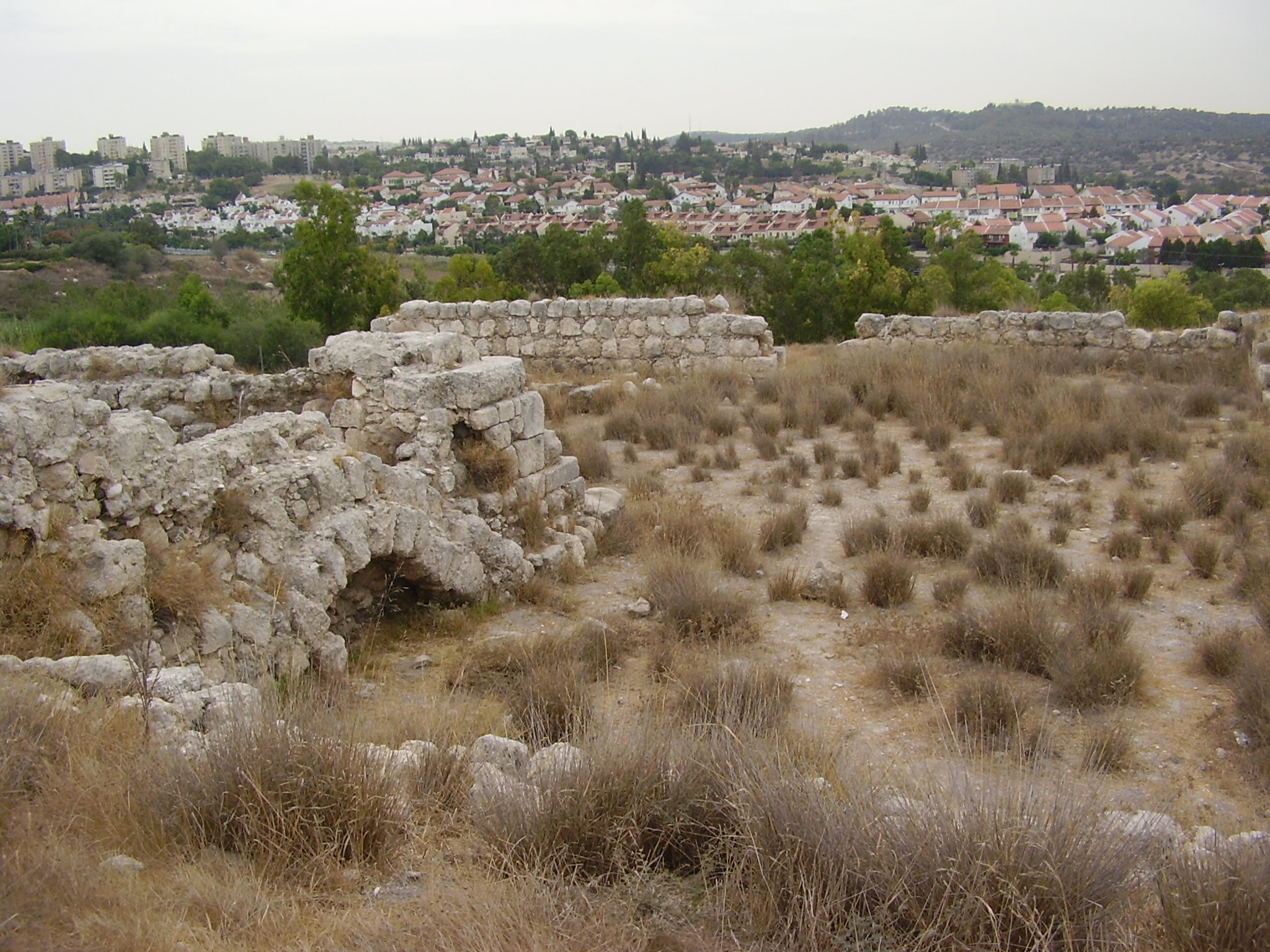
Romok a város határában
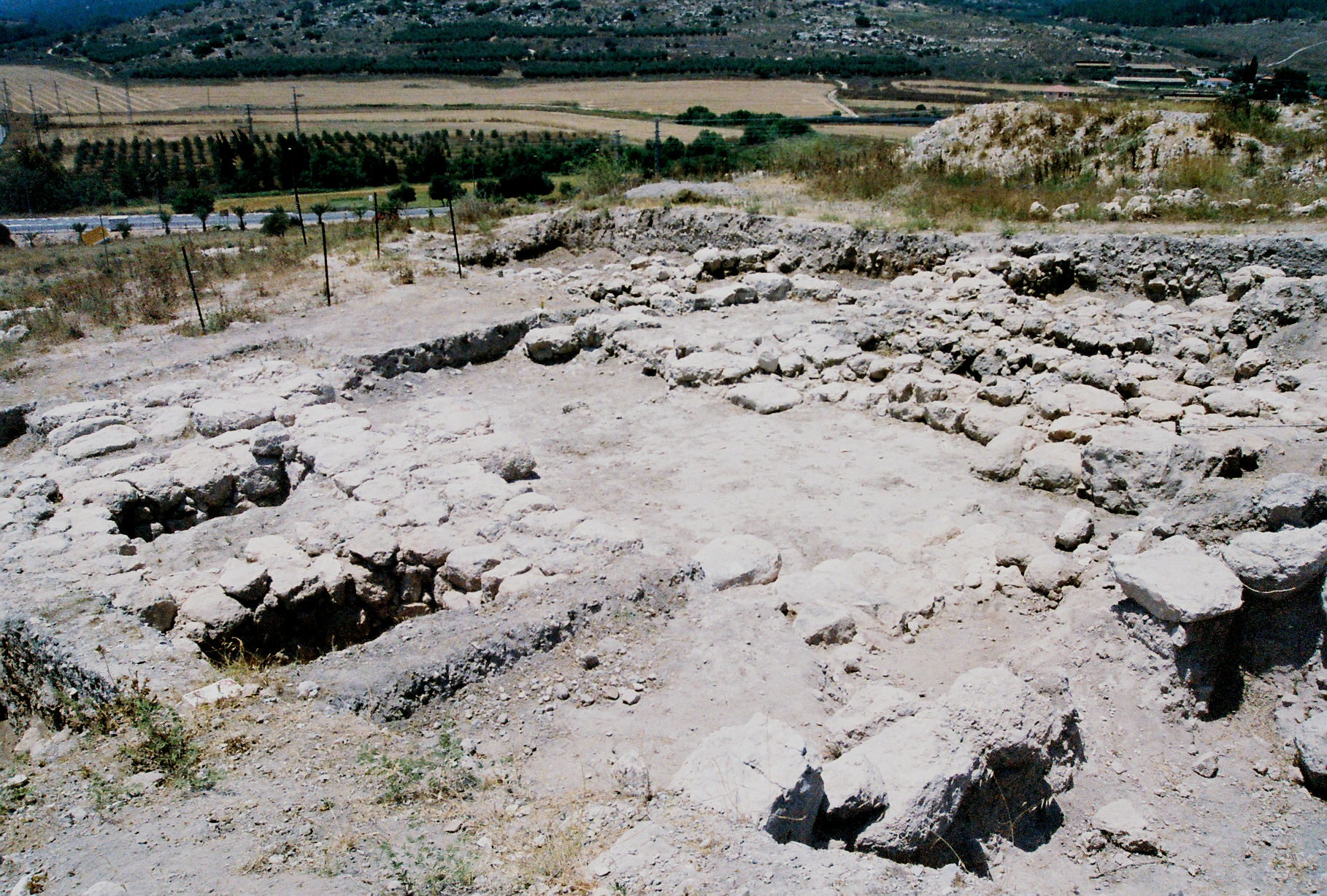
Romok a középső bronzkor idejéből

## Fordítás
Ez a szócikk részben vagy egészben  a   Beit Shemesh című angol Wikipédia-szócikk fordításán alapul.  Az eredeti cikk szerkesztőit annak laptörténete sorolja fel. Ez a jelzés csupán a megfogalmazás eredetét és a szerzői jogokat jelzi, nem szolgál a cikkben szereplő információk forrásmegjelöléseként.